# Here I Go (2 Unlimited-dal)
A Here I Go című dal a holland 2 Unlimited duó 3. kimásolt kislemeze harmadik Real Things című stúdióalbumukról.

## Megjelenés
CD Maxi  Franciaország Scorpio Music – 190 819.2
1. Here I Go (Radio Edit) 3:16
2. Here I Go (X-Out Edit) 3:30 Remix – X-Out
3. Here I Go (X-Out In Club) 5:29 Remix – X-Out
4. Here I Go (Alex Party Remix) 4:40 Remix – Alex Party

7"  Németország  ZYX Music – ZYX 7605-7
- A1	Here I Go (Radio Edit) 3:16
- B1	Here I Go (X-Out Edit) 3:30 Remix – X-Out

## Megjelenés és fogadtatás
A dal több slágerlistára is felkerült, és Top 10-es sláger volt Belgiumban, Finnországban, Hollandiában és Spanyolországban is. Az Egyesült Királyságban a 22. helyig jutott a dal.
A Here I Go című dal az Egyesült Államokban a Nothing Like The Rain című Európában soron következő kislemezzel együtt került kiadásra dupla A oldalas bakeliten.